# 法魯姆市鎮
法魯姆市镇（丹麥語：Farum Kommune）曾经是丹麦一个市镇，位于西蘭島東北部，南臨富勒湖和法魯姆湖。2007年1月1日，在丹麦市镇改革之后，法魯姆市镇和瓦勒瑟市镇合并成为富勒斯市鎮。